# Ganaketi
Ganaketi est une localité chef-lieu de secteur du territoire de Feshi dans la province du Kwango en République démocratique du Congo.

## Géographie
La localité est située sur la route RP 228 à l'ouest du chef-lieu territorial Feshi.